# Hakefjorden

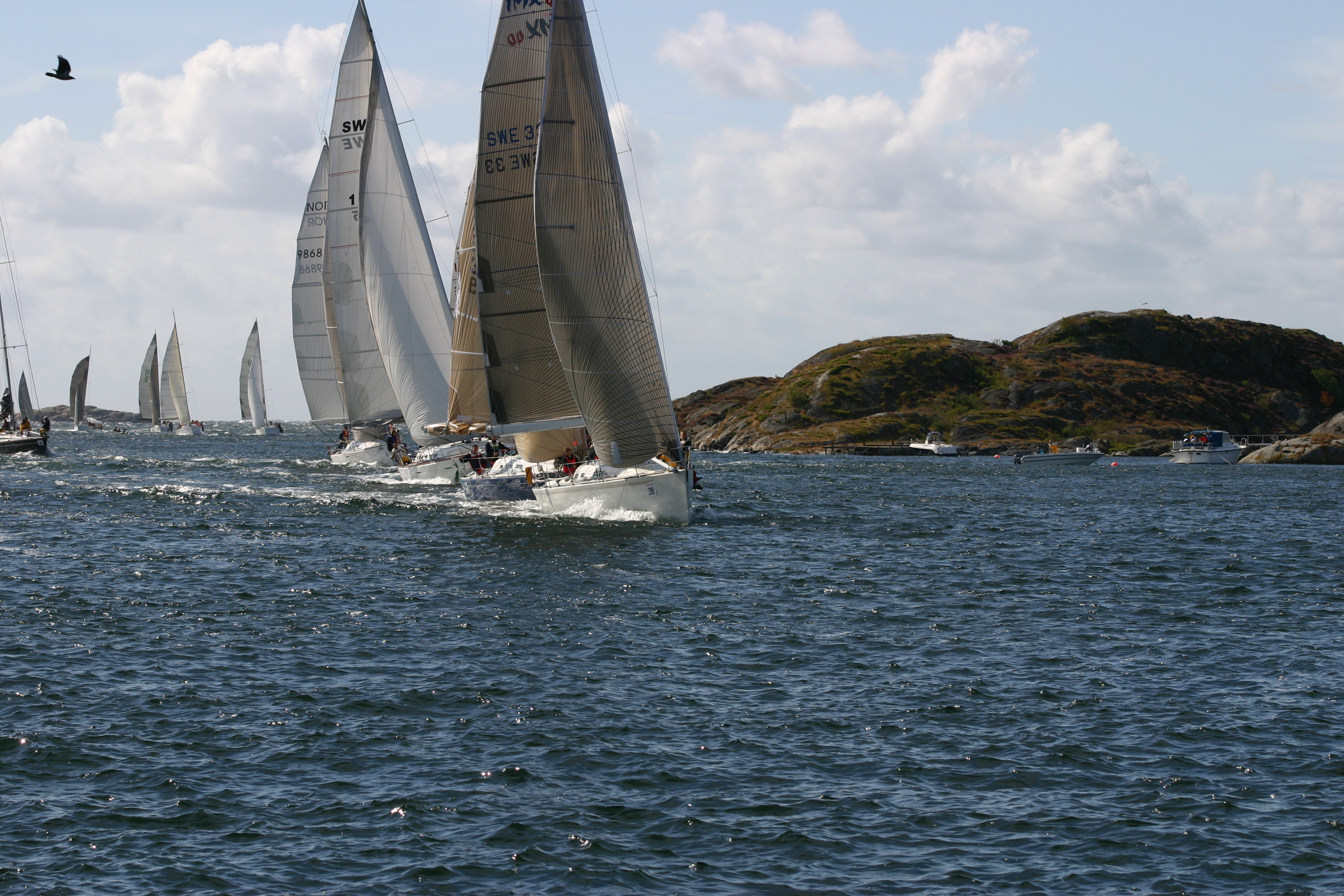
Tjörn Runt i Hakefjorden 2004.

Hakefjorden är ett sund mellan Tjörns ostsida och Bohusläns fastland i Stenungsunds och Kungälvs kommuner, från Tjörnbron i norr till Älgön och Brattön i söder. Norr om Tjörnbron vidtar Askeröfjorden, Halsefjorden och Havstensfjorden. Den årliga Tjörn Runt-regattan passerar genom Hakefjorden.